# Église Saint-Christol de Fonters-du-Razès
L'église Saint-Christol de Fonters-du-Razès est une église située en France sur la commune de Fonters-du-Razès, dans le département de l'Aude en région Languedoc-Roussillon.
Elle fait l’objet d'une inscription au titre des monuments historiques depuis le 14 avril 1948.

## Localisation
L'église est située sur la commune de Fonters-du-Razès, dans le département français de l'Aude.

## Historique
Au début du XIIIe siècle, l'église dépendait de l'ordre de Saint-Jean de Jérusalem. Saint-Christol fut aussi le siège d'un prieuré qui dépendait du monastère de Prouilhe.
L'édifice est inscrit au titre des monuments historiques en 1948.